# Ciudad Fernández
Ciudad Fernández – miasto w Meksyku, w stanie San Luis Potosí.